# 聖弗蘭西斯科德拉瓦凱科區
14°41′38″S 74°07′27″W / 14.69389°S 74.12417°W
聖弗蘭西斯科德拉瓦凱科區（西班牙語：Distrito de San Francisco de Ravacayco），是秘魯的一個區，位於該國中南部阿亞庫喬大區的帕里納科查斯省，始建於1960年4月23日，面積99.8平方公里，海拔高度2,852米，2005年人口551，人口密度每平方公里5.5人。